# Neardonaea metallica
Neardonaea metallica là một loài bướm đêm thuộc phân họ Arctiinae, họ Erebidae.